# Heretic
Heretic (Hereje en inglés) es un videojuego de fantasía oscura de disparos en primera persona desarrollado por Raven Software, publicado por id Software y distribuido por GT Interactive en 1994.
Utilizando un motor modificado de Doom, fue uno de los primeros videojuegos con posibilidad de hacer un giro de vista no solamente horizontal sino también vertical, además de manipular objetos. También es característico de este videojuego el hecho de que, cuando un enemigo muere de manera violenta, algunos objetos puedan aparecer en su lugar. Es notable que, además de la música de fondo, también utiliza sonidos y ruidos como demonios riéndose, agua goteando, corrientes de aire, etc. a fin de aumentar el realismo del ambiente. Toda su música fue compuesta por Kevin Schilder.
La versión original está compuesta por tres episodios, cada uno de ellos con ocho niveles, más un nivel secreto. Sin embargo, existe una edición especial: "Heretic: Shadow of the Serpent Riders" (La Sombra de los Jinetes Serpiente), que incluye dos episodios más. Los episodios originales son: "City of Damned" ("La Ciudad de los Malditos), donde el jugador es colocado delante de una ciudad medieval invadida por demonios; "Hell's Maw" ("La Garganta del Infierno"), cuya acción transcurre dentro de un volcán en una isla remota, transformada en un tipo de inframundo y "The Dome of D'Sparil" ("La Cúpula de D'Sparil"), situada en una ciudad en las profundidades abisales del océano, que se hallan cubiertas por unas cúpulas de cristal. Al final de este último episodio, el jugador es enfrentado contra D'Sparil, el primer Jinete Serpiente y el villano principal del videojuego. Esta es la etapa más difícil, ya que D'Sparil es uno de los oponentes más poderosos.
El cuarto episodio, que existe solamente en la edición especial, se llama "The Ossuary" ("El Osario"), una región llena de ruinas de un mundo conquistado por los Jinetes Serpiente siglos atrás. El quinto y último episodio, "The Stagnant Demesne" ("El Dominio Estancado"), es el más difícil de todo el videojuego y se pasa en la fortaleza donde D'Sparil nació y vivió. La última fase tiene lugar en una sala del juicio, toda cubierta de metal, donde el jugador debe acabar con varios malotauros (enormes minotauros que llevan martillos capaces de crear llamaradas y bolas de fuego).
Cronológicamente, es el primer videojuego de la saga de los Jinetes de la Serpiente (Serpent Riders), el trío de demonios que vagan de mundo en mundo para provocar el caos y la destrucción. La primera secuela del videojuego, HeXen, que también usó un motor modificado de Doom, fue publicada un año después de Heretic, en 1995. El videojuego siguiente, HeXen II, fue publicado en 1997 y fue basado en el motor de Quake, así como Heretic II en 1998 - este, un videojuego shooter en tercera persona.
A principios de 1999, Raven Software convirtió a Heretic en un videojuego de código abierto, lo que permitió la conversión del videojuego para Linux y otros sistemas operativos.
El 4 de agosto de 2007, fue puesto a la venta a través de la plataforma de distribución digital de videojuegos Steam, junto con una colección de otros títulos clásicos de id Software.

## Argumento
Tres hermanos, conocidos como los Jinetes Serpiente, han usado su poderosa magia para poseer a los siete reyes de Parthoris como marionetas sin conciencia y así corromper a sus ejércitos. Los elfos Sidhe resisten la magia de los Jinetes Serpiente. En consecuencia, dichos Jinetes declararon a los Sidhe como herejes y libraron una guerra contra ellos. Los Sidhe son forzados a tomar una medida drástica para cortar el poder natural de los reyes destruyéndolos a ellos y a sus ejércitos, pero con el costo de debilitar el poder de los elfos, dándoles a los Jinetes Serpiente una ventaja para acabar con los ancestros. Mientras los Sidhe se retiran, un elfo (revelado en la secuela con el nombre de Corvus), emprende una misión de venganza contra el más débil de los tres Jinetes Serpiente, D'Sparil. Él viaja a través de "City of Damned" ("La Ciudad de los Malditos), la destruida capital de los Sidhe (su nombre real es revelado como Silverspring en Heretic II), pasando después por "Hell's Maw" ("La Garganta del Infierno") y llegando finalmente a "The Dome of D'Sparil" ("La Cúpula de D'Sparil").

## Enemigos
El videojuego está compuesto por 11 tipos de enemigos, siendo todos ellos criaturas fantásticas. El primer episodio tiene cinco tipos de enemigos: las gárgolas voladoras rojas (Gargoyles), gólems (Golems), los guerreros zombis (Undead Warriors), que disparan hachas de ácido y sangre, los discípulos de D'Sparil, vestidos de negro y dorado y que lanzan proyectiles mágicos de color violeta (aparecen solamente a partir de la cuarta fase) y, en la última fase, unas enormes calaveras de hierro portando un casco con cuernos (Iron Lich) que disparan por la boca fuerzas elementales como esferas de hielo, columnas de fuego y ciclones.
En el segundo episodio, aparecen otros dos enemigos: una criatura que tiene enormes cuchillas en lugar de garras (Sabreclaws), que se parecen a escorpiones, y unas bestias parecidas a un cerdo con colmillos que expulsan bolas de fuego por la boca (Weredragons). Un tercer enemigo, el Malotauro (un bicho equivalente al Cyber-Demonio en el videojuego Doom) aparece en la última fase. 
En el tercer episodio, además de los que aparecen en el primero y el segundo, existen también unos seres llamados ofidios (Ophidians) que disparan rayos venenosos con sus tridentes. Al final de este episodio se encuentra D'Sparil, el primero del trío de los Jinetes Serpiente. Este va cabalgando en una enorme bestia (Chaos Serpent) que escupe bolas de fuego altamente dañinas para el jugador. Una vez muerta la bestia, ya solo queda D'Sparil, que empleará sus hechizos para acabar con el jugador. Es el más difícil de todos los enemigos en cuanto a confrontación, ya que posee la facultad de teletransportarse a otros lugares y puede invocar a sus discípulos al campo de batalla. Se deberá emplear las mejores armas para derrotarle (procurando a la vez hacerse con toda la munición que se pueda y usando tus artefactos mágicos si es necesario). Cuando D'Sparil es derrotado, su cuerpo es envuelto por una gran esfera de electricidad que le consume y deja sus restos mortales en el suelo. Todos sus discípulos restantes también morirán con él.

## Armas
Existen ocho armas en el videojuego, que pueden tener la capacidad destructora aumentada cuando se usa un libro de hechizos llamado Tomo de Poder (Tome of Power). La más básica de todas es un simple Bastón (Staff). Otras armas son: los Guanteletes del Nigromante (Gauntlets of the Necromancer), que sueltan una descarga eléctrica, una Vara Élfica (Elven Wand) que lanza cristales dorados, la Ballesta Etérea (Ethereal Crossbow), que dispara flechas verdes mágicas; la Garra de Dragón (Dragon Claw), un arma que se coloca sobre el puño y que tira proyectiles de energía azules. Estas armas aparecen en todos los tres episodios del videojuego. 
A partir del segundo episodio, también aparecen otras tres armas más: la Vara Infernal (Hellstaff), cuya punta termina en una calavera con dos cuernos y que dispara proyectiles rojos más poderosos que los proyectiles azules de la Garra de Dragón (y eventualmente una lluvia ácida, al activar el Tomo de Poder) y también el Bastón Fénix (Phoenix Rod), la más poderosa de todas las armas, que suelta proyectiles de fuego capaces de acabar inmediatamente con la mayoría de los enemigos. No obstante, debe maniobrarse con cuidado ya que es un arma de doble filo: si el enemigo se halla muy cerca o se utiliza en espacios cerrados, podría causar daños graves al propio jugador o incluso matarle. La tercera arma es el Cetro de Fuego (Firemace), capaz de disparar proyectiles de acero explosivos a una alta frecuencia (advertencia: los enemigos tipo fantasma son inmunes a esta). Cuando es accionado con el Tomo de Poder, esta arma suelta una inmensa bola de acero, que destruye inmediatamente al enemigo, excepto a los enemigos jefes. Aunque así, en el caso de los enemigos finales, esas bolas al ser accionadas con el Tomo de Poder siempre van hacia la posición de los adversarios, siendo especialmente útil en el caso del último jefe (D'Sparil).

## Artefactos
Heretic fue el primer videojuego en crear el innovador motor del inventario, que mantiene ciertos elementos (llamados artefactos) que se guardarán y utilizarán cuando el jugador crea que es más conveniente (que era también muy útil para el modo combate a muerte, siendo el factor más importante para convertirlo en un icono de los juegos en línea).
Esta es la lista de artefactos disponibles:
- Frasco de Cuarzo (Quartz Flask): Aumenta un 25% la vitalidad (frente al 10% que otorgan los objetos de vitalidad normales del juego).
- Urna Mística (Mystic Urn): Recupera la vitalidad al 100%.
- Tomo de Poder (Tome of Power): Incrementa el poder de las armas de forma temporal.
- Bomba de tiempo de los Ancestros (Timebomb of the Ancients): Suelta una bomba (reloj de arena), que explota a los pocos instantes. Puede dañar a los enemigos o al mismo jugador.
- Antorcha (Torch): Mejora la visión en áreas oscuras temporalmente.
- Alas de Ira (Wings of Wrath): Permite volar libremente por el escenario durante cierto tiempo.
- Ovalo Morfo (Morph Ovum): Uno de los artefactos más curiosos, puede transformar a los adversarios en débiles e indefensos pollos. No funciona con las calaveras de hierro.
- Esfera Sombra (Shadowsphere): Invisibiliza parcialmente al jugador de forma temporal.
- Anillo de Invulnerabilidad (Ring of Invulnerability): Inmuniza al jugador ante cualquier tipo de daño temporalmente.
- Dispositivo del Caos (Chaos Device): Manda directamente al jugador al comienzo del nivel.

## Fases
Observación: los niveles en cursiva y en español poseen una salida oculta para acceder al nivel secreto. Los episodios marcados con un asterisco solo existen en la edición especial del videojuego. El episodio marcado con % al principio está incompleto, aparece en el sourceport wHeretic y se puede acceder a él usando el código ENGAGE61. No obstante, existe también un PWAD especial descargable en Internet que permite el fácil acceso a este episodio, y que incluye una salida y un final para el tercer nivel.

### 1)City of Damned(La Ciudad de los Condenados)
- 1. The Docks (Los Muelles)
- 2. The Dungeons (Las Mazmorras)
- 3. The Gatehouse (El Portal)
- 4. The Guard Tower (La Torre del Guardián)
- 5. The Citadel (El Baluarte)
- 6. The Cathedral (La Catedral)
- 7. The Crypts (Las Criptas)
- 8. Hell's Maw (La Garganta del Infierno)
- Fase secreta: The Graveyard (El Cementerio)

### 2) La Garganta del Infierno
- 1. The Crater (El Cráter)
- 2. The Lava Pits Los Pozos de Lava
- 3. The River of Fire (El Río de Fuego)
- 4. The Ice Grotto (La Gruta de Hielo)
- 5. The Catacombs (Las Catacumbas)
- 6. The Labyrinth (El Laberinto)
- 7. The Great Hall (El Gran Corredor)
- 8. The Portals of Chaos (Los Portales del Caos)
- Fase secreta: The Glacier (El Glaciar)

### 3)The Dome of D'Sparil(La Cúpula de D'Sparil)
- 1. El Depósito (The Storehouse)
- 2. El Pozo Negro (The Cesspool)
- 3. La Confluencia (The Confluence)
- 4. La Fortaleza Azur (The Azure Fortress)
- 5. La Guarida de los Ofidios (The Ophidian Lair)
- 6. Los Pasillos del Terror (The Halls of Fear)
- 7. El Abismo (The Chasm)
- 8. El Dominio de D'Sparil (D'Sparil's Keep)
- Fase secreta: El Acuífero (The Aquifer)

### 4)The Ossuary(El Osuario)*
- 1. Catafalque (Catafalco)
- 2. Blockhouse (Blocao)
- 3. Ambulatory (Ambulatorio)
- 4. Sepulcher (Sepulcro)
- 5. The Great Stair (La Gran Escalera)
- 6. Halls of the Apostate (Pasillos del Apóstata)
- 7. Ramparts of Perdition (Murallas de la Perdición)
- 8. Shattered Bridge (Puente Destruido)
- Fase secreta: Mausoleum (Mausoleo)

### 5)The Stagnant Demesne(El Dominio Estancado)*
- 1. Ochre Cliffs (Acantilados Ocres)
- 2. Rapids (Rápidos)
- 3. Quay (Muelle)
- 4. Courtyard) (Patio)
- 5. Hydratyr) (Hidrátiro)
- 6. Colonnade) (Columnata)
- 7. Foetid Manse) (Presbiterio Corrupto)
- 8. Field of Judgement (Campo del Juicio)
- Fase secreta: Skein of D'Sparil (La Maraña de D'Sparil)

### 6)Fate's Path(Camino de la Muerte)  (Solo Deathmatch)*%
- 1. aka Offices/Raven's lair (Oficinas/Guarida del Cuervo)
- 2. aka Water Shrine (Templo de Agua)
- 3. aka American's Legacy ("Legado de American", en referencia a American McGee, miembro del equipo original de Id Software y diseñador de mapas) (Sin salida, salvo utilizando PWAD especial)

## Recepción
Heretic recibió reseñas mixtas, obteniendo un puntaje agregado de 62% en GameRankings y 78% en PC Zone. Heretic y Hexen distribuyeron un total combinado de aproximadamente 1 millón de unidades hasta agosto de 1997.
Si bien se indicaba que Heretic era un clon de Doom con poco velo, que se lanzaba en Europa después de su propia secuela y que además el videojuego Quake que  saldría en breve hacían que sea un poco anticuado, sin embargo, Maximum lo consideró como una compra extremadamente pulida y valiosa. Destacaron particularmente los dos episodios adicionales de la versión comercial, diciendo que ofrecen un desafío satisfactorio incluso para los veteranos de Matamarcianos en primera persona y son en gran parte lo que hace que valga la pena comprar el videojuego.
En 1996, Computer Gaming World incluyó el ser convertido en una gallina como número 3 en su lista de "las 15 mejores formas de morir en los videojuegos de computadora".
La revista Next Generation reseñó la versión para PC del videojuego y declaró que "si solo vas a obtener un videojuego de acción en los próximos meses, este es el indicado".

## Legado
Heretic ha recibido tres secuelas: Hexen: Beyond Heretic, Hexen II y Heretic II. Tras la adquisición de id Software por parte de ZeniMax Media, los derechos de la serie se han disputado entre id Software y Raven Software; Activision, la empresa matriz de Raven, posee los derechos en desarrollo, mientras que id Software tiene los derechos de publicación de los tres primeros videojuegos. Hasta que ambas compañías lleguen a un acuerdo, ninguna de las dos podrá hacer otra entrega nueva en la serie.
Otros homenajes a la serie se han realizado en otros títulos de id Software; en videojuego Wolfenstein de 2009, que Raven Software desarrolló, los Tomos de Poder presentes en Heretic aparecen como potenciadores coleccionables que se encuentran a lo largo del videojuego. El personaje Galena del videojuego Quake Champions de 2018 lleva una armadura con el ícono de los Jinetes Serpientes.